# Ekspedycja 28
Ekspedycja 28 – stała załoga Międzynarodowej Stacji Kosmicznej. Misja rozpoczęła się 23 maja 2011 wraz z odlotem członków Ekspedycji 27. Pierwszych trzech członków Ekspedycji 28 przybyło na pokładzie statku kosmicznego Sojuz TMA-21 4 kwietnia 2011, pozostała część załogi dołączyła 9 czerwca 2011 na pokładzie statku Sojuz TMA-02M.

## Załoga
Załoga stacji składała się z sześciu członków, którzy przebywali na niej wspólnie od maja do września 2011 roku (liczba w nawiasie oznacza liczbę lotów odbytych przez każdego z astronautów, łącznie z Ekspedycją 28):
- Andriej Borisienko (1), Dowódca – Roskosmos
- Aleksandr Samokutiajew (1), Inżynier pokładowy 1 – Roskosmos
- Ronald Garan (2), Inżynier pokładowy 2 – NASA
- Siergiej Wołkow (2), Inżynier pokładowy 3 – Roskosmos
- Michael Fossum (3), Inżynier pokładowy 4 – NASA
- Satoshi Furukawa (1), Inżynier pokładowy 5 – JAXA